# Fayette County, Georgia
Fayette County är ett administrativt område i delstaten Georgia, USA, med 106 567 invånare.  Den administrativa huvudorten (county seat) är Fayetteville.

## Geografi
Enligt United States Census Bureau har countyt en total area på 516 km². 510 km² av den arean är land och 6 km² är vatten.

### Angränsande countyn
- Fulton County - nord
- Clayton County - öst
- Spalding County - syd
- Coweta County - väst